# Alyan Al-Qahtani
Alyan Al-Qahtani (arab. ‏إعليان القحطاني‎, ur. 23 sierpnia 1971) – saudyjski lekkoatleta, długodystansowiec.
Brał udział w biegu na 3000 metrów z przeszkodami na Letnich Igrzyskach Olimpijskich 1996.